# Meseta de las Cesaredas
Meseta de las Cesaredas (en portugués: Planalto das Cesaredas) cubre áreas de los consejos de Bombarral, Lourinhã, Obidos y Peniche, que pertenecen al país europeo de Portugal.
Predominan las formaciones del periodo jurásico estando la roca caliza presente, esta aparece en la superficie en extensos afloramientos, al igual que en el Monte Picoto, extensión natural de la meseta de las Cesaredas.
En relación con la historia del sitio puede hacerse referencia a la existencia de vestigios prehistóricos, la presencia antigua de los romanos, entre los siglos II después de cristo y V después de cristo, y el evento histórico de la Batalla de Roliça durante las guerras napoleónicas.
La Meseta de las Cesaredas no es una zona favorable para la agricultura, hay muchas malas hierbas, y la presencia de cabras y ovejas. Hay, sin embargo, diversas actividades agrícolas de relativa importancia. Viven en la meseta alrededor de 7.000 personas en 20 localidades, aproximadamente.